# 圖羅韋 (謝苗諾夫卡區)
52°0′16″N 32°46′8″E / 52.00444°N 32.76889°E
圖羅韋（烏克蘭語：Турове），是烏克蘭北部的村莊，隸屬切爾尼希夫州的諾夫霍羅德-錫韋爾斯基區。該村面積0.12平方公里，海拔高度180米，2001年人口11，人口密度每平方公里91.7人。